# Gesattelter Zahnäugler

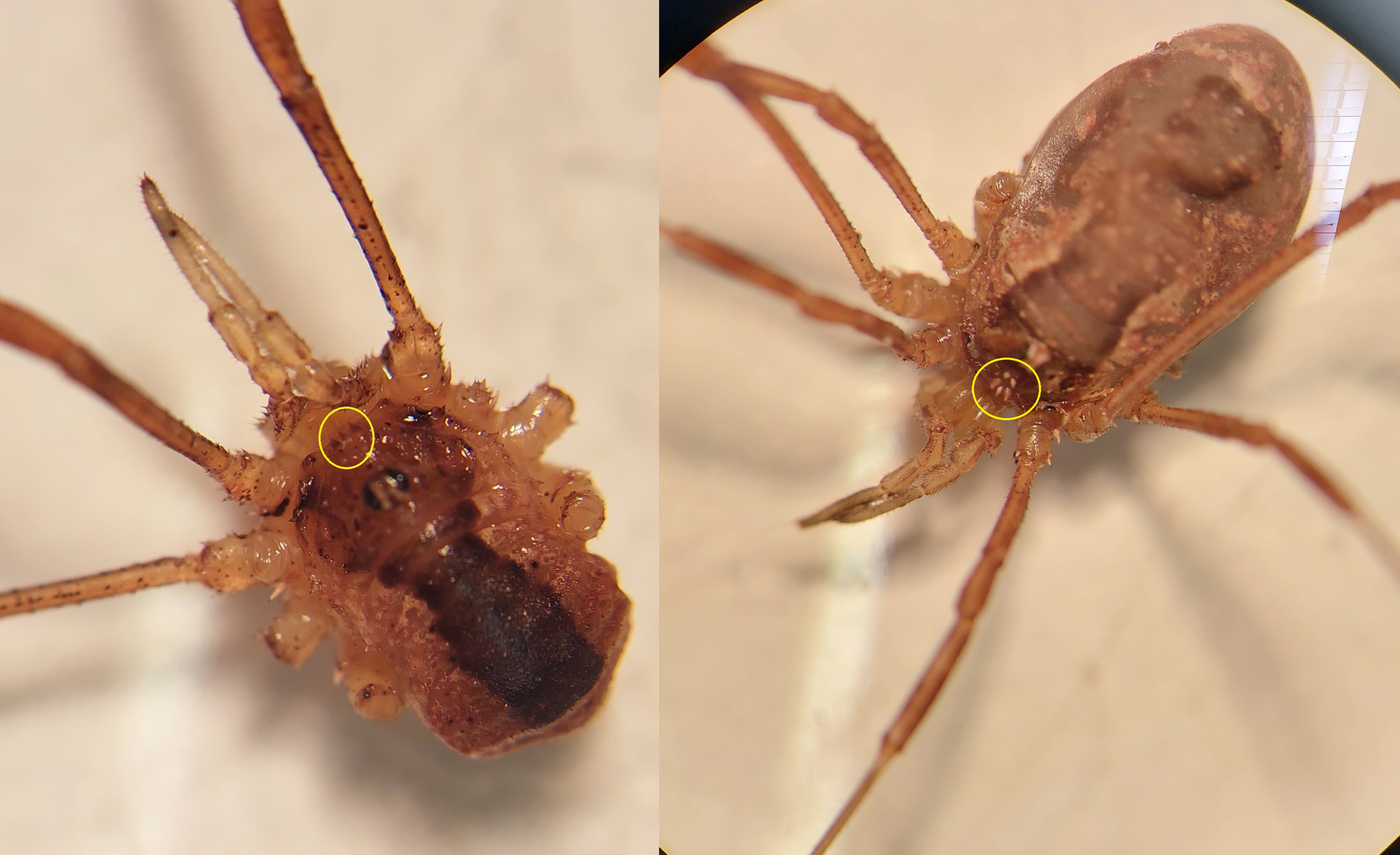
In den gelben Kreisen der beiden Exemplare ist der arttypische Dreizack am vorderen Prosoma zu sehen

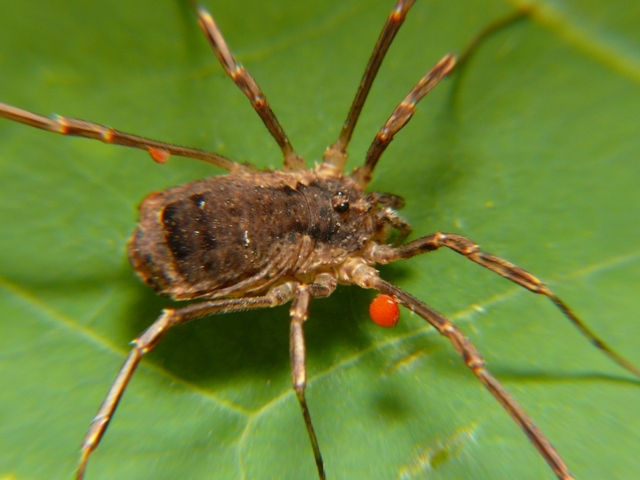
Ein weibliches Exemplar mit parasitischen Milben an den Beinen

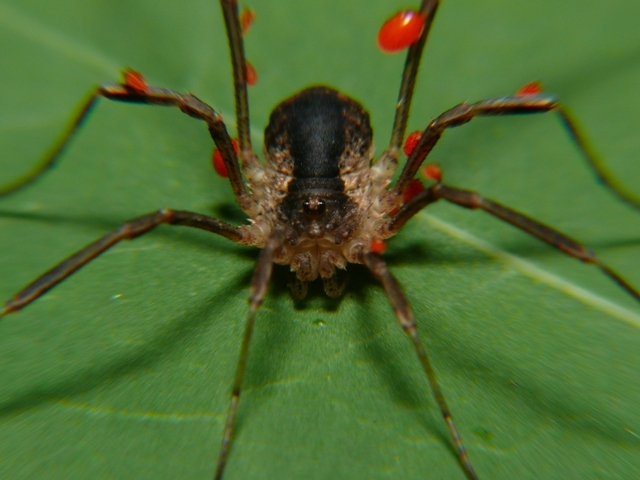
Ein männliches Exemplar, ebenfalls von parasitischen Milben befallen

Der Gesattelte Zahnäugler (Lacinius ephippiatus) ist eine Art der zu den Weberknechten gehörenden Schneider und ist in Europa verbreitet. Hier ist er eine weit verbreitete und häufige Art.

## Merkmale
Die Art erreicht in beiden Geschlechtern eine Körperlänge von 3,7–4,8 mm. Die Beine sind für Weberknechte eher kurz, können aber dennoch mehr als das Vierfache der Körperlänge ausmachen. Der Augenhügel ist mit hellen Tuberkeln besetzt. Das Opisthosoma zeigt eine dunkle parallelrandige Sattelzeichnung, die zum Ende hin oftmals abrupt endet und am Hinterrand die Form eines schwachen doppelten Bogens annimmt. Ein Bestimmungsmerkmal der Art ist der aus drei vertikal stehenden Dornen bestehende Dreizack vor dem Augenhügel, genauer am Vorderrand des Prosomas. Die einzelnen Dornen sind etwa gleich lang und können, ebenso wie die übrige Bewehrung, unterschiedlich stark ausgeprägt sein. Dadurch sind sie manchmal schwer zu erkennen, so dass eine Bestimmung ohne ein Mikroskop oder Binokular anhand dieses Merkmals oft nicht möglich ist. Die Art kann mit Oligolophus tridens verwechselt werden, bei der am Vorderrand des Prosomas ein horizontaler Dreizack vorhanden ist, bei dem der mittlere Dorn länger ist als die beiden seitlichen. Die Palpaltuberkel des Dreizacks von L. ephippiatus können in seltenen Fällen auch fehlen, was eine Bestimmung erschwert. Auf den Chelizeren der Männchen befindet sich jedoch ein retrolateraler Zahn als weiteres Bestimmungsmerkmal. Auch mit Leiobunum blackwalli besteht eine Verwechslungsgefahr, diese Art besitzt jedoch keine Tuberkeln auf dem Augenhügel, außerdem sind die Beine länger und auch in der Zeichnung sind Unterschiede vorhanden, die je nach Exemplar jedoch gering ausfallen können.

## Verbreitung und Lebensraum
Die Art ist weit in Europa und bis nach Russland hinein verbreitet. In Europa lebt sie vom Mittelmeerraum bis Skandinavien. Im Westen reicht das Verbreitungsgebiet bis zu den Pyrenäen, nach Irland und Großbritannien. Von hier erstreckt es sich über Frankreich und die Benelux-Staaten zunächst nach Mitteleuropa und Norditalien. Im Norden reicht es über Dänemark bis in die nördlichen Teile Schwedens und zentralen Teile Norwegens. Entlang der norwegischen Atlantikküste und schwedischen Ostseeküste dringt die Art auch bis in die nördlichen Landesteile vor. Auch in den Alpen ist Lacinius ephippiatus zu finden. Weiter ostwärts reicht das Areal zunächst bis nach Finnland (hier nur in der südlichen Hälfte) und Estland und schließlich bis nach Russland, wo die Art bis etwa zum 60. Längengrad bekannt ist. Es handelt sich um eine recht häufige Art.
Lacinius ephippiatus besiedelt primär erdfeuchte Waldgesellschaften mit einer Präferenz für Laubwälder und kommt dabei auch in Nadelwäldern höherer Lagen vor. In Großbritannien ist die Art bis in eine Höhe von 400 m zu finden, in den Alpen auch noch bis in Lagen von 1650 m Höhe. Neben Wäldern werden auch feuchte Wiesen, Feuchtgebiete, Gärten, Parks und sogar Strände und Dünengebiete besiedelt. L. ephippiatus findet sich in den Lebensräumen meist in bodennaher Vegetation oder Laubstreu. Dadurch wird die Art auch häufig in Barberfallen nachgewiesen. In Nordeuropa zählt Lacinius ephippiatus zusammen mit Oligolophus tridens und Mitopus morio zu den euryöksten Weberknechten.

## Lebensweise
Reife Weibchen finden sich von Mai bis November, reife Männchen von Juni bis November. Nach anderen Angaben findet man adulte Exemplare von Juni bis September. Die Hauptaktivitätszeit liegt im Juli und August und damit etwas früher als die von Oligolophus tridens. Beide Arten sind jedoch adult von August bis November zu finden.
Lacinius ephippiatus ernährt sich räuberisch von kleinen Tieren wie Springschwänzen, Wanzen, Fliegen, Tausendfüßern, Spinnen, Landasseln, Schnecken, Würmern und anderen Weberknechten. Lebende Beute wird dabei gegenüber Aas bevorzugt.

## Taxonomie
Die Art wurde 1835 von Carl Ludwig Koch als Opilio ephippiatus erstbeschrieben. Ein weiteres Synonym lautet Acantholopus ephippiatus.